# DIN 4713
Die DIN-Norm DIN 4713 Verbrauchsabhängige Wärmekostenabrechnung ist eine Norm, die sich mit den für Deutschland gültigen Festlegungen zur Abrechnung von Wärmekosten beschäftigt. Die Norm besteht aus den beiden Teilen DIN 4713-1 Verbrauchsabhängige Wärmekostenabrechnung; Allgemeines, Begriffe und DIN 4713-5 Verbrauchsabhängige Wärmekostenabrechnung; Betriebskostenverteilung und Abrechnung.
Die Norm wird unter anderem angewandt, um die Heizkosten für eine Mietwohnung aus den Messungen mit Wärmemengenzählern zu ermitteln.

## Gradtagstabelle
In DIN 4713-5 ist mit der so genannten Gradtagstabelle festgelegt, wie die Heizkosten bei jährlicher Ablesung auf die einzelnen Monate oder Tage verteilt werden.
| Monat                    | Anteil in ‰ | Anteil je Tag in ‰          |
| ------------------------ | ----------- | --------------------------- |
| Januar                   | 170         | 170/31 = 5,48               |
| Februar                  | 150         | 150/28 = 5,35 150/29 = 5,17 |
| März                     | 130         | 130/31 = 4,19               |
| April                    | 80          | 80/30 = 2,66                |
| Mai                      | 40          | 40/31 = 1,29                |
| Juni bis August zusammen | 40          | 40/92 = 0,43                |
| September                | 30          | 30/30 = 1,00                |
| Oktober                  | 80          | 80/31 = 2,58                |
| November                 | 120         | 120/30 = 4,00               |
| Dezember                 | 160         | 160/31 = 5,16               |

### Berechnungsbeispiel
Es seien über ein Jahr 1000 Euro Heizkosten für die Wohnung angefallen. Gemietet war die Wohnung für 15 Tage im November. Die Heizkostenaufteilung für diese 15 Tage ergibt sich dann laut Tabelle aus folgender Berechnung:
1000 Euro × (120 ‰ / 30 Tage) × 15 Tage = 60 Euro.
Für den November sind laut Gradtagstabelle 120 ‰ der jährlichen Kosten aufgeteilt. Der November hat 30 Tage und für 15 Tage war die Wohnung gemietet. Daraus ergeben sich 60 Euro Heizkosten.